# Christine Penick
Christine Penick (* 30. November 1956) ist eine ehemalige Judoka aus den Vereinigten Staaten. Sie war Weltmeisterschaftsdritte 1980 und Siegerin bei den Panamerikanischen Spielen 1983.

## Sportliche Karriere
Christine Penick kämpfte meist im Mittelgewicht, der Gewichtsklasse bis 66 Kilogramm. Ihren ersten amerikanischen Meistertitel gewann sie 1974, als erstmals bei den US-Meisterschaften auch Frauenwettbewerbe auf dem Programm standen. Insgesamt gewann sie bis 1987 zehn Meistertitel.
Ende November 1980 fanden in New York City die ersten Weltmeisterschaften für Frauen statt. Penick unterlag im Halbfinale der Britin Dawn Netherwood. Den Kampf um Bronze gewann sie gegen die Belgierin Marie-France Mill. Zwei Jahre später schied Penick bei den Weltmeisterschaften 1982 im Viertelfinale gegen die Niederländerin Anita Staps aus.
1983 fanden bei den Panamerikanischen Spielen in Caracas erstmals Wettbewerbe im Frauenjudo statt. Im Mittelgewichts-Finale standen sich Penick und die Kanadierin Lorraine Methot gegenüber und Penick gewann die Goldmedaille. 1984 schied Penick bei den Weltmeisterschaften in Wien im Achtelfinale gegen die Polin Jolanta Adamczyk aus. Im Jahr darauf siegte Penick bei den Panamerikanischen Meisterschaften in Havanna.
Im August 1987 erkämpfte Penick eine Bronzemedaille bei den Panamerikanischen Spielen in Indianapolis. Bei den Weltmeisterschaften 1987 in Essen unterlag sie im Viertelfinale der Deutschen Alexandra Schreiber. Den Kampf um Bronze verlor sie gegen Roswitha Hartl aus Österreich. 1988 gewann Penick noch einmal die Panamerikanischen Meisterschaften, diesmal im Halbschwergewicht.